# Michael Cochrane (Musiker)
Michael Cochrane (* 4. September 1948 in Peekskill, Westchester County, New York) ist ein US-amerikanischer Jazz-Pianist, Arrangeur, Komponist und Autor.

## Leben und Wirken
Michael Cochrane wuchs in einer Kleinstadt in der Nähe von New York auf. Im Alter von acht Jahren hatte er Klavierstunden; in der Highschool-Band sammelte er erste Erfahrungen mit Jazz und Big-Band-Musik. Er studierte dann an der Boston University Mathematik. und wirkte daneben in einem Musikprogramm in Berkeley mit. Cochrane wechselte schließlich das Studienfach und graduierte im Fach Psychologie. Nach dem Studium hatte er zunächst Auftritte in und um Boston, bevor er dann nach New York City zog. Dort begann eine längere Zusammenarbeit mit dem Trompeter Hannibal Marvin Peterson, mit dem er in den nächsten sieben Jahren auf Tourneen ging und an dessen Album One With the Wind für Muse Records mitwirkte. Anfang der 1980er Jahre spielte er in der Band von Jack Walrath. außerdem mit Sonny Fortune, Eddie Gomez, Valery Ponomarev, Clark Terry, Michael Brecker, Chico Freeman, Ted Curson, Oliver Lake. 1985 erwarb er den Master of Arts an der New York University. Ab Mitte der 1980er Jahre nahm er unter eigenem Namen eine Reihe von Alben für daie Label Soul Note und Steeplecase auf, an denen u. a. Tom Harrell, Bob Malach, Dennis Irwin, Ron McClure und Jeff Hirshfield mitwirkten. Gegenwärtig (2019) leitet er das Quartett Lines of Reason, dem Joe Ford, Marcus McLaurine und Alan Nelson (Drums) angehören.
Cochrane schrieb mehrere Bücher über Solo-Piano und Jazz-Arrangement und unterrichtete an der Rutgers University, der Princeton University und der Universität New York.

## Diskographische Hinweise
- Elements (Soul Note, 1985)
- Song of Change (Soul Note, 1992)
- Cutting Edge (Steeplechase, 1997)
- Footprints (Steeplechase, 1998)
- Quartet Music (Steeplechase, 2001)